# José Mottola
José Mottola (1954) è un avvocato e scrittore italiano.

## Biografia
Avvocato dal 1982, esercita l'attività come lavorista a Noci (BA) e dintorni. Presiede il “Centro culturale Giuseppe Albanese”, fondato nel 2000 da un gruppo di volontari della cultura e artefice dell’annuale Ciclo di conversazioni storiche “Settembre in S. Chiara”, in collaborazione con la Biblioteca Comunale di Noci. Ha scritto diversi saggi storici, incentrati prevalentemente sulla storia del Mezzogiorno tra XVIII e XIX secolo, per cui ha ottenuto il Premio Satùro d’argento nel 2000 e il Premio Il viaggio infinito nel 2010, oltre al Premio Noci di storia ex aequo nel 2000.
Nel 2019 ha proposto all'amministrazione comunale di Noci di concedere la cittadinanza onoraria a Liliana Segre, proposta recepita con delibera nel 2021 grazie al sostegno dell’associazionismo locale.

## Opere
La sua produzione saggistica spazia dalla politica alla storia italiana, nel periodo che va dal Settecento al Novecento, con particolare attenzione al brigantaggio postunitario e alla questione meridionale, materie in cui suole demistificare narrazioni antistoriche (pseudomeridionaliste in particolare).
- Giuseppe Albanese. Libero muratore e martire della Repubblica napoletana del 1799, Manduria, Lacaita, 1999.
- (con Bernardo Kelz) Dai Carpazi alle Murge. Odissea di Zygmunt Kelz scampato alla Shoah, Foggia, Bastogi Editrice Italiana, 2009.
- Gente di razza. Così parlò Nicola Pende tutore della stirpe e pupillo dei Gesuiti, Foggia, Bastogi Editrice Italiana, 2010.
- Fanti e briganti nel Sud dopo l'Unità, Lecce, Capone Editore, 2012.
- Il "primato" del Regno delle Due Sicilie, Lecce, Capone Editore, 2014.
- Bari porta del Levante e Radio Jihad.1934-1943, in “Risorgimento e Mezzogiorno”, anno XXIX, n.57-58, 2019.
- (con Giuseppe Basile) Passione giacobina, Noci, 2019.
- Pasquale De Cataldo, Patriottismo, disincanto ed eroismo nella Grande Guerra, Bari, Adda, 2023.